# تمام چیزی که داریم عشق است
«تمام چیزی که داریم عشق است» (انگلیسی: All We Have Is Love) ترانه‌ای از خواننده آمریکایی، سابرینا کارپنتر از دومین آلبوم استودیویی او به نام تکامل (۲۰۱۶) و آخرین قطعهٔ این آلبوم است. این ترانه توسط کارپنتر، افشین سلمانی و جاش کومبی نوشته شده و گروه نان‌فیکشن (همکاری افشین سلمانی و جاش کومبی) آن را تولید کرده‌اند. این ترانه در ۲۳ سپتامبر ۲۰۱۶ به عنوان اولین تک‌آهنگ تبلیغاتی از آلبوم تکامل منتشر شد و همزمان با پیش‌خرید آلبوم، سه هفته قبل از انتشار رسمی آلبوم در دسترس قرار گرفت. «تمام چیزی که داریم عشق است» یک آهنگ رقص است که دربارهٔ شادی، خوشبینی و عشقی صحبت می‌کند که در یک رابطهٔ جدید به وجود می‌آید. به گفتهٔ سابرینا، این ترانه مثبت‌ترین ترانهٔ آلبوم است.